# Bembidion orregoi
Bembidion (Chilioperyphus) orregoi – gatunek chrząszczy z rodziny biegaczowatych i podrodziny Trechinae.

## Taksonomia
Gatunek opisany został w 1906 roku przez Philiberta Germaina.

## Opis
Ciało ubarwione czarno z zaśrodkową plamą na pokrywach. Przedplecze słabo zwężone przy nasadzie. Tylne jego kąty proste. Gatunek bezskrzydły.